# IPネットサービス
株式会社IPネットサービスはNTT東日本代理店として「光ファイバー」や「ADSL回線サービス」を勧めるテレマーケティング事業を行っている企業である。関連会社として6つの企業を持つ。
本項では株式会社IPネットサービスの概要を述べる。

## 経営理念
コミュニケーションを通じて、3つのS（Satisfaction＝満足）の向上とその相乗効果（3乗）を得、エクセレント・カンパニーとなる事を目指している。
- お客様満足の向上

顧客とのコミュニケーションを大切にし、丁寧に心をこめた十分な説明と誠実な対応で信頼される企業グループを目指す。
- 社員満足の向上

社員とのコミュニケーションを大切にし、社員のビジネスパーソンとしての成長を支援し、実力・成果主義にもとづくフェアな報酬等により、納得し、働き甲斐があり、当社の一員であることに誇りを感じ、社員とそのご家族が幸せを実感できるような企業グループを目指す。
- 株主様満足の向上

株主とのコミュニケーションを大切にし、企業価値の向上を図り、株主のご期待にお応えできる企業グループを目指す。

### 7つの誓い
- 一、「お客様ファースト」お客様をすべてに優先します。
- 一、「全員がプレーヤー」率先垂範で業務に取り組みます。
- 一、「時・所・位（じ・しょ・い）」を認識し、業務に取り組みます。
- 一、常に問題意識を持ち、効率性を追求します。
- 一、チームワークを重んじます。縁を大切にします。
- 一、明るく元気に、心と身体の健康に努めます。
- 一、ルールを厳しく守ります。約束を厳しく守ります。

## 関連企業
- 株式会社エフティコミュニケーションズ
- 株式会社アイエフネット
- 株式会社ジャパンTSS
- 株式会社サンデックス
- ハイブリッド・サービス株式会社
- 株式会社ベストアンサー